# Васудгара
Васудгара (інколи Васудхара; санскр. वसुधारा, тиб. ནོར་རྒྱུན་མ་, Вайлі: nor rgyun ma), чиє ім'я на санскриті означає «потік дорогоцінних каменів», є буддійською мирною богинею багатства, процвітання та достатку, у деяких лініях передачі є Жовтою (Золотою) тарою. Вона є однією з найпопулярніших богинь, якій поклоняються в багатьох буддистських країнах, і є об'єктом буддійських легенд та мистецтва. Її популярність досягає піку в Непалі, де вона має сильних послідовників серед буддистів- неварів долини Катманду, і таким чином, є центральною фігурою в неварському буддизмі. Її звуть Шискар Апа в Лахулі та Спіті. Її можна порівняти з богинями Землі Пхра Мае Торані в Тхераваді та народній релігії Тай та Бхумідеві або Лакшмі в індуїзмі. Її писання та практики також можна знайти в тибетському буддизмі.
Її коротка мантра — Oṃ Vasudhārāyai Svāhā.

## Паралелі з Бхумідеві
Васудгару часто порівнюють з індуїстською богинею Бхумідеві. Як богині багатства, обидва божества мають подібну іконографію, і їм поклоняються за їх роль у рясному врожаї. Обидві приймають золотистий відтінок у художніх зображеннях, виконують ту саму мудру та тримають схожі предмети. Наприклад, Васудгара і Прітхві часто зображуються з дорогоцінними каменями або горщиками зі скарбами під ногами. Вважається, що традиційне зображення Васудгари, що стоїть на вазах, походить від більш ранніх зображень Бхумі. Крім того, обидві богині часто зображуються в парі зі своїми відповідними консортами: Прітхві поряд з Вішну, а Васудхара поряд з Джамбалою.

## Мантра
Коротка мантра:
ОМ ВАСУДГАРА СВАХА (Oṃ Vasudhārāyai Svāhā або Oṃ Vasudhāre Svāhā (ॐ वसुधारे स्वाहा) .

Її доповнена мантра:
ОМ ШРІ ВАСУДГАРА РАТНА НІДХАНА КАШЕТРІ СВАХА  (Om Sri Vasudhara Ratna Nidhana Kashetri Svaha або Om Śri Vasudhara Ratna Nidhana Kashetri Sohā))
Коли хтось починає практику Васудгари, потрібно прочитати 800 мантр (8 циклів мали) у перший день, а потім 300 мантр (3 цикли мали) щодня. Згодом, одна мала мантри вранці, коли дозволяє час перед роботою, ще одна мала мантри, коли дозволяє час, пізно вдень/увечері, можливо, після роботи, остання мала мантри перед сном або 3 мали одразу один раз у будь-який час доби. Кажуть, що віддані накопичуватимуть 7 видів процвітання — багатство, якість, потомство, довге життя, щастя, похвалу та мудрість, що дозволить її відданим бути краще підготовленими до практики щедрості, яка сама по собі є причиною багатства, а також мати достатньо ресурси, щоб мати можливість займатися духовними практиками. Також її практика веде до Просвітлення.[джерело?]

## Легенди

### Запит мирянина Сукандри
Васудгара у буддизмі з'являється в буддійському тексті «Васудгара Дхарані». Згідно з легендою в тексті, відомому як «Запит мирянина Сукандри», збіднілий мирянин на ім'я Сукандра звертається до Будди Шак'ямуні з проханням про спосіб отримати велику кількість золота, зерна, срібла та дорогоцінного каміння, щоб прогодувати свою велику родину, і займатися діями милосердя з надлишковим майном. Шак'ямуні, знаючи про мантру бодхісаттви Васудгари, яка відповідатиме його цілям, дарує Сукандрі заклинання та релігійний ритуал, виконання яких призведе до удачі та процвітання, принесених самою Васудгарою. Починаючи ритуали та навчаючи їм інших, Сукандра починає процвітати. Помітивши його успіх, чернець Ананда запитав Шак'ямуні, як він так швидко здобув це багатство. Шак'ямуні наказує Ананді також практикувати Васудгара Дхарані та «передати це іншим 'на благо багатьох'».
Хоча «Запит мирянина Сукандри», здається, суперечить відмові Будди від матеріальних благ і земних задоволень, Шак'ямуні не наказує ченцю читати мантру заради матеріальної вигоди, а натомість наголошує, що мантра призначена «для блага багатьох» і для «щастя багатьох». Таким чином, мантра має на увазі більше як засіб полегшення страждань, а не отримання багатства через Васудгару, яка дарує не лише фізичне багатство та достаток, але й духовне багатство та достаток.

### Легенди з Таранафи

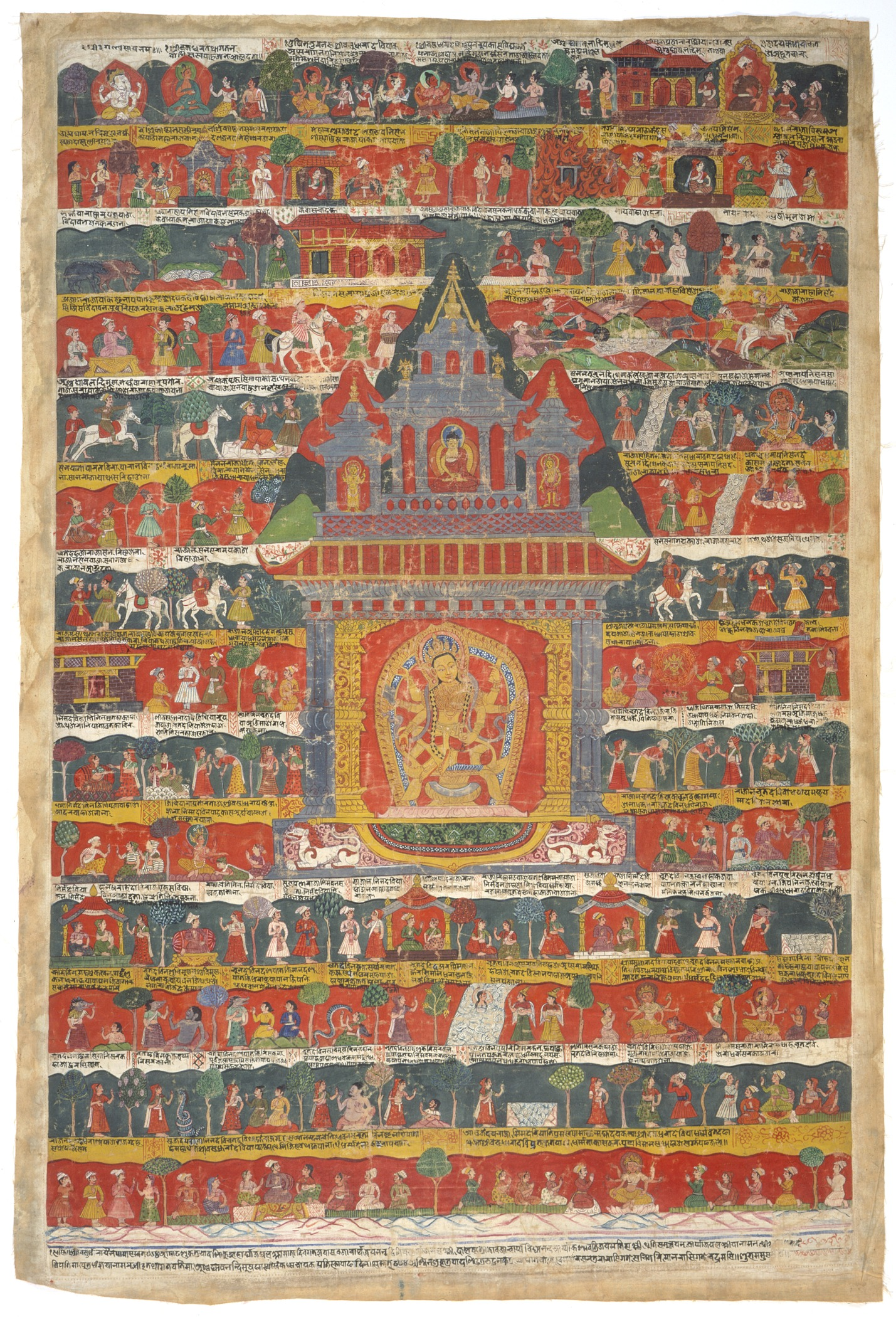
Легенда про Васудхару, картина 1744 року з Непалу

Кілька інших легенд, що описують щедрість Васудгари, можна знайти в працях Таранатхи(1575—1634), видатного тибетського ченця та вченого. Відповідно до його історії, бодхісаттва Васудгара дарувала ченцю Буддхаджнані триста перлинних намист щодня. Буддхаджнана також був благословенний постійним потоком покупців, які купували ці намиста. Завдяки такому успіху монах зміг інвестувати свій стан у монастир, підтримуючи своїх товаришів-ченців і учнів, купуючи вотивні статуї та ритуальні предмети та роблячи щедрі пожертви монастирю. Оскільки він не використовував зібрані гроші для власної вигоди, Васудгара продовжувала дарувати ці дари Буддгаджнані до закінчення його життя. Ще одна легенда в історії Таранатхи перегукується з легендою «Запит мирянина Сукундри». Згідно з легендою, бідний філософ намагався прогодувати свою сім'ю. Він зустрічає ченця, відданого практиці медитації, який навчає його обрядам і ритуалам, необхідним для медитації на богиню Васудгару. Він почав ритуали і швидко процвітав, отримавши велику кількість землі та престижну посаду вчителя в монастирі. У результаті він, як і чернець, який колись допоміг йому у важкий час, також поділився з іншими обрядами та ритуалами Васудгари.
Подібно до легенди про запит мирянина Сукандри, ці легенди є важливими, оскільки вони заохочують як мирян, так і монахів до поклоніння Васудгарі. Крім того, вони наголошують на важливості милосердя, навчаючи віруючих ділитися своєю доброю долею, а не накопичувати її для себе.

## Іконопис у буддійському мистецтві

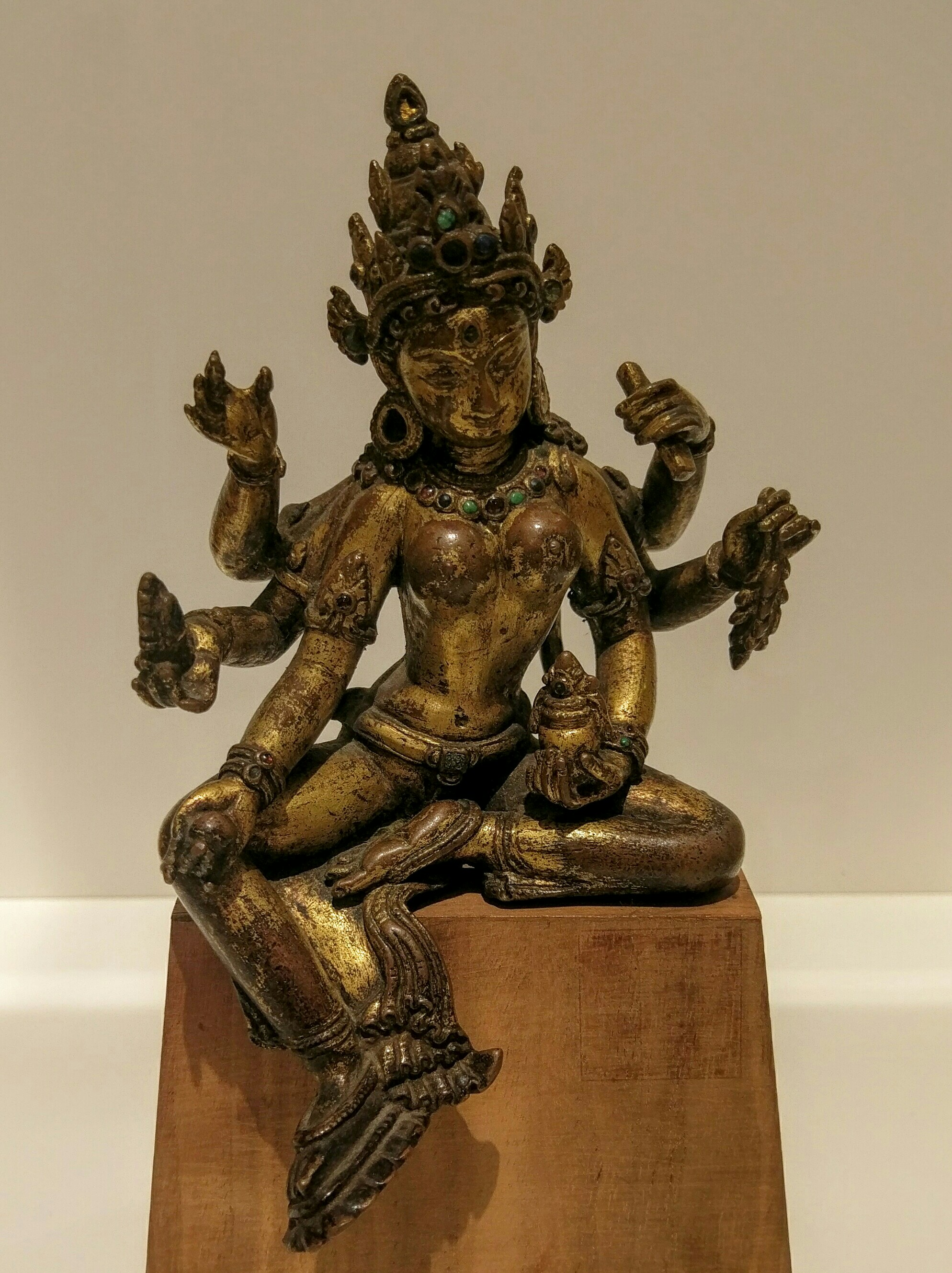
Васудхара з позолоченої бронзи з Непалу, 12 століття нашої ери

У буддійському мистецтві Васудгара має послідовну іконографію. Її можна легко впізнати як бодхісаттву за вишуканим головним убором і великою кількістю прикрас, які вона носить. Її шкіра має золотистий відтінок на бронзових і мальованих зображеннях. Цей колір асоціюється з дорогоцінними металами і символізує багатство, родючість і щедрість в буддійській іконографії. Васудгара зазвичай сидить на основі квітки лотоса в лалітасані, або королівській позі, причому одна нога підібгана до неї, а друга висить на основі квітки, але спирається на маленький скарб. Однак вона також може бути зображена в положенні стоячи — Васудгара стоїть на наповнених вазах під кожною ногою, що символізує достаток.
Незважаючи на цю послідовність у її представленнях, кількість її рук може відрізнятися від зображення до зображення. У візуальних уявленнях Васудгара може мати дві руки і до шести. Зображення з двома руками більш поширені в мистецтві Тибету та Індії, тоді як зображення з шістьма руками є майже винятковими, належить до непальського мистецтва. Хоча зображення з шістьма руками походить з Індії, вони рідкісні, і знайдено лише кілька прикладів.
Васудгара, «утримувачка скарбів», є популярною неварською богинею родючості та процвітання, а також дружиною бога багатства Джамбали. Вона сидить у позі «королівської легкості» на місячному диску та рожевому лотосі, підтягнувши ліву ногу, і витягнута права нога відпочиває (подібна до Зеленої Тари — демонструє її готовність «зійти зі свого лотосового трону» щоб допомогти тим, хто звертається до неї) на білій раковині (символізує перемогу/досконалий контроль над мовою) і золоту вазу зі скарбами (багатство/процвітання). Вона красива й приваблива, юна, як шістнадцятирічна, її золоте тіло виблискує променистим світлом. Її три гарні та усміхнені обличчя пофарбовані в червоний (праворуч — червоний колір контролює), золотистий (у центрі, золотий — колір зростання) і червоний (ліворуч), що символізує досконале співчуття, розуміння мудрості, усвідомлення та розуміння минулого, теперішнього та майбутнього, вона прикрашена п'ятьма божественними шовками та вісьмома прикрасами з дорогоцінними каменями. Її перша права рука робить жест щедрості, а інші дві праві руки тримають «Три коштовності» Будда, Дхарма та Сангха, що символізують необхідність дотримання зобов'язань притулку перед трьома коштовностями, а також золоті чотки, що символізують безперервну практику та самоаналіз, життєво важливі для просвітлення. Трьома лівими руками вона тримає невелику вазу зі скарбами для довгого життя та посвячення, колос зерна для рясних врожаїв і земних благ, а також священний текст для дарування мудрості. У руках Васудгара тримає різноманітні предмети, які їй приписують. На більшості зображень вона тримає в лівій руці сніп зерна, що символізує рясний урожай. Вона також може тримати дорогоцінний камінь або невеликий скарб, символ багатства. Зображення з більшою кількістю рук, як-от непальське зображення з шістьма руками, також зображують її, що тримає повну вазу та Книгу мудрості. Вільними руками Васудгара виконує мудри. Мудра, яку зазвичай можна побачити на картинах і статуетках із зображенням Васудгари, — це мудра варада, також відома як мудра благодійності, яка символізує «проливання божественних благословень». У своїй дворукій формі з одним обличчям вона має золоте тіло, яке символізує елемент землі, Ратнасамбгаву, в її короні 2 або 3 очей, якщо з 3 очима, що представляють досконале усвідомлення, розуміння, співчуття, мудрість і розуміння минулого, теперішнього і майбутнього. Дві її руки тримають сніп або зерно для процвітання сільського господарства та для «засівання» просвітлення, а також один коштовний камінь, що виконує бажання, або миску з дорогоцінними каменями, що виконують бажання, для багатства та здійснення бажань.
Вона є переважно центральною фігурою бронзових скульптур або мальованих мандал. Однак, вона також може з'являтися разом зі своїм чоловіком, Вайшраваною (Джамбалою), буддійським Богом багатства. Незважаючи на його статус, вона перевершує його за популярністю і частіше є центральною фігурою її власних мандал.

## У непальському буддизмі

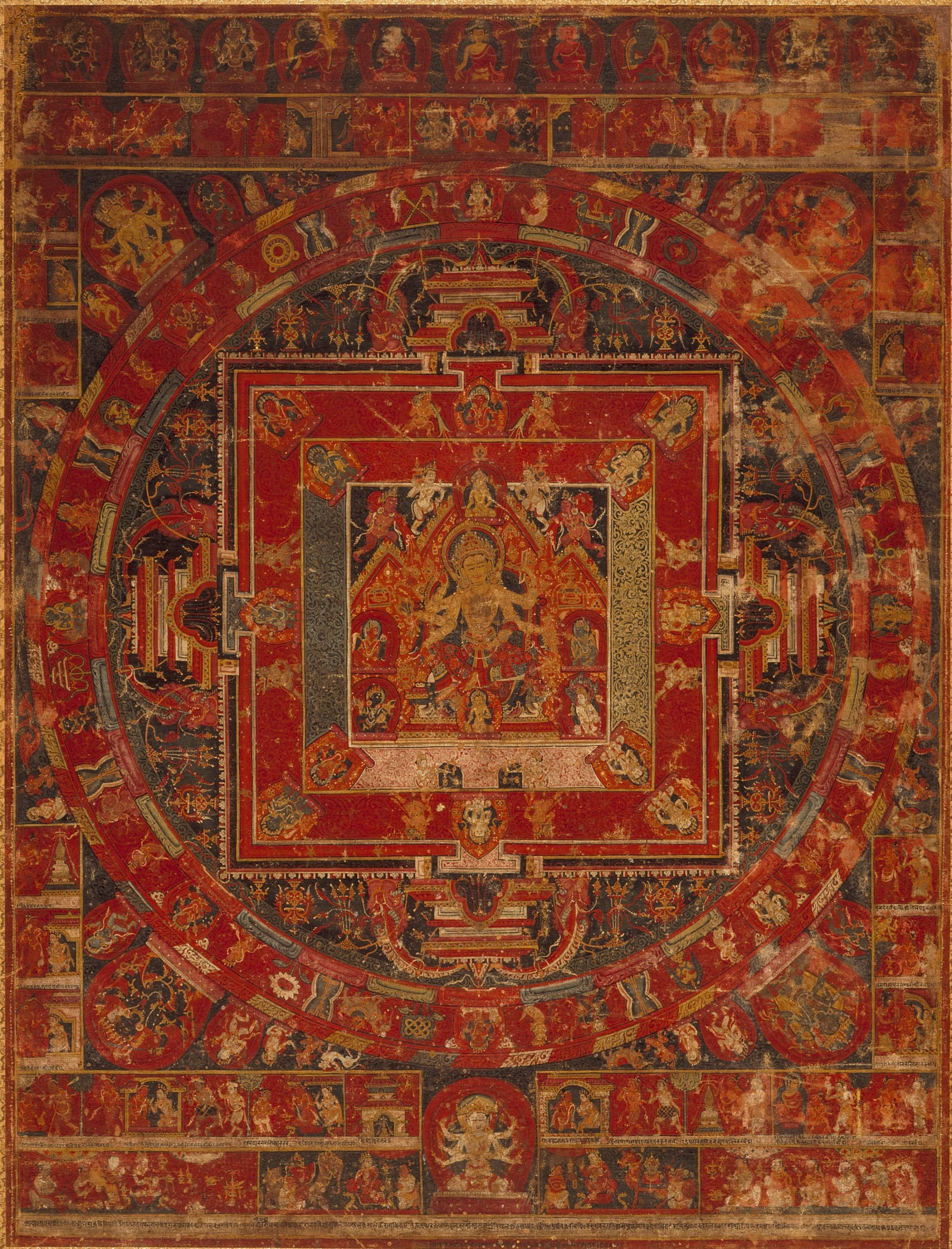
Непальська картина Мандала Васудхари, 1495 рік

Васудгара особливо популярна у непальському буддизмі серед буддистських неварів долини Катманду. У цьому регіоні вона є звичайним домашнім божеством. Це відомо з незліченної кількості бронзових виробів і картин, знайдених з її зображенням. Ці зображення мають невеликий розмір, зазвичай 18 см або менше. Через їх невеликий розмір відомо, що ці зображення були в основному для приватного використання, а саме для домашнього вшанування богині. Крім того, існує культ, присвячений її поклонінню, якому слідують буддійські невари. Послідовники цього культу вважають, що поклоніння їй приносить багатство і стабільність. Незважаючи на те, що буддистські неварці активно дотримуються цього культу, на жаль, зараз він занепадає.
Як Бодгісаттва достатку та процвітання, її популярність у цьому регіоні зумовлена переважанням сільського господарства та торгівлі, що є важливими для економіки долини Катманду. Невари вірять, що її шанування загалом принесе щастя.

### Мандала

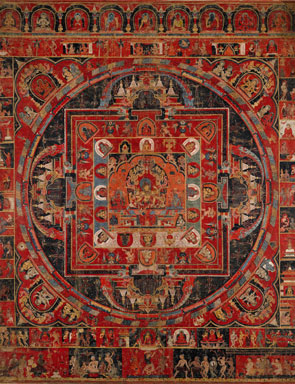
Мандала Васудгари, Джасараджа Джірілі, Непал, 1365 рік

Одним із найдавніших непальських зображень Васудгари є паухба (текстильне мистецтво із зображенням індуїстських і буддистських зображень на бавовняній тканині), що датується 1015 р. н. е. Ця паухба відома як Мандала Васудгари. Богиня є центральним образом цієї мандали, яка зображує сцени посвяти, ритуальної ініціації, святкової музики та танцю, пов'язаного з її поклонінням. Його мета дидактична (навчити). Мандала вчить важливості поклоніння Васудгарі насамперед через розповідь про невіруючого, якого вона навернула до віри.

## У тибетському буддизмі
На додаток до її популярності в Непалі, Васудгара також є важливим «божеством багатства» в тибетському буддизмі. Хоча Васудгара популярна в Тибеті, вона не відіграє такої важливої ролі, як у непальському буддизмі. У Тибеті поклоніння Васудгарі обмежується здебільшого мирянами. Це пояснюється тим, що тибетське чернече життя розглядає Васудгару як «благодійника мирян» і замість цього в першу чергу займається поклонінням богині Тарі для всіх їхніх потреб. Це, однак, не означає, що монаше життя її повністю ігнорує. Вони зазвичай проводять обряди та ритуали на честь богині, але зазвичай це відбувається на прохання покровителя. Вона вважається однією із 21 Тара, також відома як «Золота/Жовта Тара» тибетська: Долма Сермо, інша назва — Норгюнма.

### Відмінності в іконографії
Іконографія Васудгари дещо відрізняється в цьому регіоні. У тибетському мистецтві вона частіше з'являється з двома руками. Однак зображення шести рук також існують, і вважається, що вони проникли в Тибет через Непал через пізню появу цих зображень у рукописах і мистецтві. На відміну від непальського мистецтва, Васудгара рідко з'являється одна у тибетському мистецтві. Замість цього вона поєднується з Джамбалою або з'являється поряд з іншими божествами. Незважаючи на ці невеликі відмінності, більша частина її іконографії залишається незмінною, і Васудгару можна легко впізнати за її атрибутами в більшості буддійського мистецтва.

## Бірманське водне дарування
У бірманському буддизмі водна церемонія, яка називається яй зет ча, включає церемоніальне наливання води зі склянки у вазу, крапля за краплею, завершує більшість буддійських церемоній, включаючи святкування пожертвувань і бенкети. Це церемоніальне виливання виконується, щоб поділитися накопиченими заслугами з усіма іншими живими істотами на всіх 31 рівнях існування. Під час наливання води монахи читають і проводять визнання віри, яке називається hsu taung imaya dhammanu. Потім заслуги розподіляються жертводавцями, які називаються ahmya wei, кажучи Ahmya ahmya ahmya yu daw mu gya ba gon law тричі, а публіка відповідає thadu, палі для «молодця». Богиню землі Васудгару викликають, щоб засвідчити ці гідні вчинки. Після цього вода виливається на ґрунт зовні, щоб повернути воду до Васудгари.